# Synagoga ve Skočově
Synagoga ve Skočově stála na nároží dnešních ulic Adama Mickiewicza a Cieszyńska v letech 1853–1939.

## Historie
Židé ze Skočov a okolí koupili pozemek pro stavbu synagogy roku 1850 a následujícího roku získali úřední schválení ke stavbě, která probíhala v letech 1850–1853. Roku 1901 byla přestavěna podle plánů architekta Ernsta Lindnera. V září 1939 byla synagoga nacisty vypálena a ruiny byly následujícího roku odklizeny. Na místě synagogy stojí od roku 1994 pomník.